# День преподобної мучениці Євдокії
День преподобної мучениці Євдокії (у народі — День Євдокії, Явдохи) — свято, що припадає на 1 березня. Згідно з народною традицією — це перший день весни.  За цим святом прогнозували погоду на весну й літо.

## Народні вірування
За народними уявленнями, в цей день бабак прокидається від зимової сплячки, виходить на світ і свище три рази. Свиснувши, він знову ховається в свою нірку, лягає на другий бік і буде спати аж до Благовіщення. А ховрах тільки перевернеться на другий бік. В цей день, як вірили давні українці, повертаються з вирію ластівки.
Мати колись повчала сина:
| «Якщо побачиш ластівку, то візьми жменю землі, кинь за нею і скажи: «На тобі, ластівко, на гніздо!» — це щоб швидше весна приходила. Ластівка на своїх крилах нам весну з вирію несе» |.
Дитина, що її обличчя всіяне веснянками, що інакше звуться ще ластовинням, побачивши ластівку в цей день, гукає:
| Ластівко, ластівко, на тобі веснянки, дай мені білянки!» |
Після цього біжить умиватися «весняною» водою — «щоб ластовиння не було»
Господиня, побачивши вперше ластівку в цей день, бере в жменю грудку землі, кидає на грядку і каже: «Кріп сію!» На тому місці ніби повинен вирости кріп.

## Обряди
В цей день, ранком, перед сходом сонця дівки-чарівниці заклинали колись ворогів:
| «щоб на дорозі не стояли та мене — хрищеную, нарожденную рабу Божу Оксану[3] — добрим словом поминали!» |

## Прикмети
- «Ластівки вилітають — погоду обіцяють!»
- «Стеляться» ластівки по землі — буде погода, можна вже сіяти овес;
- «Бояться» ластівки землі — ще буде негода[4]
- Якщо розтає сніг і на вулицях стоять калюжі, то пасічники вірять, що вони матимуть так багато меду, як води.
- Якщо вітер у цей день віє з заходу або з півдня — буде врожай на збіжжя
- Якщо ж зі сходу або півночі, то буде посуха, а тому і неврожай на зернові культури
- Якщо день сонячний — уродить пшениця, якщо день понурий і небо захмарене — буде врожай на просо і гречку.
- Теплий сонячний день віщує врожай льону і коноплі.
- Якщо зранку сонячно, то ранні посіви будуть урожайні
- Сонце в обід — можна надіятися на середні посіви, а якщо цілий день небо захмарене і сонце визиратиме тільки над вечір — пізні посіви будуть урожайні.
- Якщо в цей день хуртовина, то селяни кажуть: «Явдоха хвостом крутить — буде пізня весна!»

## У сільському господарстві
Від «Явдохи» городники починають сіяти капусту. Садівники зрізують сухе верховіття фруктових дерев, щоб дерева краще родили і щоб на них «нечисть не заводилась».